# Smedby (Kalmar)
Smedby is een plaats in de gemeente Kalmar in het landschap Småland en de provincie Kalmar län in Zweden. De plaats heeft 3530 inwoners (2005) en een oppervlakte van 207 hectare.